# Oton Jugovec
Oton Jugovec, slovenski arhitekt in oblikovalec, * 1921, Radlje ob Dravi, † 1987.
Po drugi svetovni vojni, med katero je deloval v partizanih kot del propagandnega odseka Cankarjeve brigade, je odšel na študij arhitekture v Prago, leta 1948 pa se je vrnil v Ljubljano in vpisal seminar Edvarda Ravnikarja na Fakulteti za arhitekturo. Že med študijem je s Svetozarjem Križajem, Urošem Vagajo, Ferencom Šmidom in Eli Likar ustanovil skupino Bunker oz. Kolektiv B, ki je orala ledino na področju industrijskega oblikovanja v Sloveniji.
Med leti 1954 in 1956 je bil zaposlen v projektivnem biroju Slovenija projekt, kjer je delal na številnih projektih. Med zgodnejšimi deli je stanovanjska hiša družine Gosar na Mirju, njegov prvi veliki projekt pa je kompleks Nuklearnega inštituta Jožef Stefan v Podgorici pri Črnučah (1960–1966). Med vidnejšimi stvaritvami v tem obdobju je še stavba Kulturnega doma Španski borci v ljubljanskih Mostah (1979–1981).
Od konca 1960. let je v sodelovanju z Zavodom za spomeniško varstvo projektiral tudi več obnovitvenih in zaščitnih posegov v kulturne spomenike. Njegovo zadnje delo je središče za obiskovalce v Bazi 20, osrednjem spominskem objektu v Kočevskem Rogu. Stavba je bila končana po njegovi smrti, leta 1988.

## Priznanja
Za zgradbo jedrskega reaktorja v Podgorici je leta 1967 prejel nagrado Prešernovega sklada, leta 1984 pa še Prešernovo nagrado za dosežke v arhitekturi.
Sklad arhitekta Jožeta Plečnika mu je leta 1979 podelil Plečnikovo nagrado »za izkazan ustvarjalni odnos do arhitekturnih nalog in trajno kulturno-oblikovalsko razsežnost njegovih stvaritev, reaktorska zgradba v Podgorici, stanovanje v četrti na Zaloški cesti v Ljubljani, počitniške hišice na Bledu, itd.«